# Bachelor Sverige
Bachelor Sverige är den svenska versionen av det amerikanska TV-formatet The Bachelor som sänds i TV4 och Sjuan. 
Programmet är en dejting-dokusåpa där en man ska välja ut sin livspartner genom att träffa olika kvinnor som blivit utvalda till programmet. Programmet sänds på TV4:s streamingtjänst TV4 Play och i tv-kanalen Sjuan. I den svenska versionen medverkar två ungkarlar och dejtar mellan 25 och 30 kvinnor. Under säsongen möts deltagarna i studioprogrammet Tjejerna avslöjar allt för att, under ledning av programledaren Malin Stenbäck, diskutera händelser i programmet.

## Säsong 1 – 2015
I den första säsongen som TV4-gruppens kanal Sjuan sände så var Pär Nilsson årets Bachelor. Säsongen spelades in på Gran Canaria och slutlig vinnare var Rebecca Stenström från Eksjö.

## Säsong 2 – 2016
Kocken Sebastian Ljunggren var 2016 års Bachelor. Säsongen spelades in på karibiska ön Aruba och slutlig vinnare var Jennie Seling. Säsongen fick dock ett uppmärksammat slut efter att Ljunggren berättat om flera parallella relationer.

## Säsong 3 – 2017
Stockholmaren och klock-entreprenören Niklas Lij reste till Dominikanska republiken för att träffa över 25 tjejer. Vid säsongens slut fick Johanna Scortea den sista rosen och vann säsongen. Efter säsongens slut inledde Lij dock en relation med skådespelaren Ellen Bergström. De fick senare barn tillsammans.

## Säsong 4 – 2018
I den fjärde säsongen av Bachelor Sverige (då kallat "Bachelor – När leken blev allvar") sökte 32-åriga Göteborgs-polisen David Möller efter kärleken. Programmet spelades in vid den grekiska staden Parga.

## Säsong 5 – 2019
Den 16 september berättade TV4 att man som första tv-kanal i världen skulle ha två "Bachelors" (två män) för att programmets femårsjubileum. Säsongen hade premiär 7 oktober 2019 och under den första veckan var den 29-årige hockeyspelaren Simon Hermansson ensam Bachelor. Lördagen den 12 oktober berättade TV4:s Nyhetsmorgon att säsongens andra bachelor var den 27-årige ingenjören Felix Almsved. 

## Säsong 6 – 2021
Den sjätte säsongen av realityserien var planerad att sändas hösten 2020 men blev inställd på grund av coronautbrottet våren 2020.
Den sjätte säsongen hade premiär den 6 september 2021. Ungkarlarna för årets säsong var Simon Lindström och Sebastian Martinsson. Inspelningsplatsen var grekiska ön Rhodos.
- Simon Lindström gav den sista rosen till Elvira Svensson. Efter avslutad säsong meddelade de att de inte längre var ett par.[12]
- Sebastian Martinsson gav den sista rosen till Ida Nordfors. Efter säsongen avslutats meddelade de att de fortfarande var ett par.[13]

## Säsong 7 – 2022
Bachelors i säsong 7 var Siamak "Sia" Hatami och Christoffer Levi. Programmet fick en plötsligt ändring efter att ungkarlen Sia Hatami valt att lämna inspelningarna tillsammans med Isa Jallow. Som ersättare till Hatami presenterade TV4 den tidigare Bachelorette-deltagaren Christian Nicolaisen.
- Sia Hatami avbröt inspelningarna efter 25 avsnitt och lämnade programmet tillsammans med Isa Jallow. Paret meddelade senare att de fortfarande höll ihop.[källa behövs]
- Christoffer Levi gav sin sista ros till Alicia Ärleskog. Paret gick senare skilda vägar.[16]
- Christian Nicolaisen gav sin sista ros till Anna Lundin. Paret gick skilda vägar efter programmets slut.[17]

## Säsong 8 – 2023
Bachelors 2023 är Stephane Frick och Rasmus Allard. Allard blev känd genom sin medverkan i Bachelorette 2022. 
Programmets ordinarie programledare Malin Stenbäck är föräldraledig under säsongen och istället är Amie Bramme Sey årets programledare.